# Oh Hell
Oh Hell ist eine deutsche Dramedy-Serie von Autor und Creator Johannes Boss. Regie führen Lisa Miller und Simon Ostermann, die Serie wird produziert von der good friends Filmproduktions GmbH. Im Mittelpunkt der achtteiligen Fernsehserie von MagentaTV steht Helene, von allen nur „Hell“ genannt, die mit diversen zwischenmenschlichen Katastrophen zurechtkommen muss. Die Serie ist eine Koproduktion von MagentaTV und Warner TV Comedy. Die Dreharbeiten begannen am 15. Juni 2021. Premiere war am 17. März 2022 auf MagentaTV.
Bisher erschienen ist die erste Staffel, die sich aus 8 Episoden à jeweils etwa 25 bis 30 Minuten zusammensetzt.

## Handlung
Helene, die oft nur „Hell“ genannt wird, hüpft von einem vermasselten Job zum anderen und von einer zwischenmenschlichen Katastrophe zur nächsten. Während ihre Kindheitsfreundin Maike als Influencerin ein Internetstar ist, die halbe Welt bereist und Apps erfindet, hat Helene ihr Studium geschmissen und hangelt sich von einem Gelegenheitsjob zum anderen. 
Um dem Bild und den Erwartungen von Familie, Freunden und Umfeld zu entsprechen, entwirft Helene eine 'alternative' Wirklichkeit, die sie immer weniger aufrechterhalten kann. Mit ihrer schneidigen Ehrlichkeit provoziert Hell Katastrophen und war sogar an der Scheidung ihrer Eltern nicht ganz unschuldig. Aber ihre große Qualität ist ihre Fantasie: Sie spinnt sich aus jedem Gesicht, jedem Kleidungsstück, jedem Wortfetzen eine dazugehörige Lebensgeschichte zusammen. 
Dann lernt Helene mitten in einer neuen finanziellen und zwischenmenschlichen Krise den Cello-Lehrer Oskar kennen, der ihre chaotischen Welten, das Kino in ihrem Kopf, zu verstehen scheint. Und zum ersten Mal eröffnet sich für Hell die Chance, tatsächlich mal ein Leben so zu führen, wie sie es sich immer vorstellt.

## Episodenliste
1. Kalifornien
2. Examen
3. Sarabande
4. Portugal
5. Sugardaddy
6. Helene Island
7. Tina-Turner-Tage
8. Leben vorstellen

## Rezeption
Der Filmjournalist Patrick Heidmann sieht in der Serie eine neue Qualität in Sachen Comedy aus Deutschland. Die Off-Kommentare der Anti-Heldin und die in die Handlung eingebundenen Ausflüge in ihre Fantasie- und Erinnerungswelt erinnern ihn an gut gemachte britische Produktionen wie Pure oder Fleabag.
Auch andere Filmkritiken ziehen den Vergleich zu Fleabag. Die Teleschau von RND sieht stellenweise einen „bissigen Gesellschaftskommentar“ – insbesondere wegen der Figur der besten Freundin und ironisch überzeichneten Social-Media-Influencerin Maike –, erwartet aber keinen großen Erfolg wegen des „sprunghaften“ Erzählstils sowie der insgesamt „durchgeknallten und experimentellen“ Herangehensweise des Serienschöpfers Johannes Boss. Emily Thomey gefällt der erzählerische Wechsel zwischen der Fantasie der Protagonistin und der filmischen Realität bei der mit schnellen Schnitten und unkonventionellen Kameratechniken arbeitenden komödiantischen Coming-Of-Age-Geschichte.
Bei der Verleihung des 23. Deutsche Fernsehpreises im September 2022 gewann „Oh Hell“ die Auszeichnung als „Beste Comedy-Serie“. „Oh Hell“ war zuvor außerdem für die Kategorien „Beste Schauspielerin“ (Mala Emde) und „Bestes Drehbuch“ nominiert worden.

## Belege
1. ↑  Torsten Zarges: "Oh Hell": Warner TV und Telekom legen für Dramedy-Serie zusammen. In: dwdl.de. 24. Juni 2021, abgerufen am 24. März 2022.
2. ↑  Michael Müller: MagentaTV und Warner TV Comedy machen gemeinsame Seriensache. In: beta.blickpunktfilm.de. 24. Juni 2021, abgerufen am 24. März 2022.
3. ↑  Patrick Heidmann: Neue Comedy-Serie „Oh Hell“: Deutsche Serie mal in lustig. In: taz.de. Die Tageszeitung, 18. März 2022, abgerufen am 24. März 2022.
4. ↑  „Oh Hell“ bei MagentaTV: Ist diese Comedyserie das deutsche „Fleabag“? In: rnd.de. Redaktionsnetzwerk Deutschland, 16. März 2021, abgerufen am 24. März 2022.
5. ↑  Emily Thomey: Sehenswertes aus Netz und TV – ""Oh Hell" – Absurd lustige Dramedy. In: wdr.de. Westdeutscher Rundfunk Köln, 18. März 2022, abgerufen am 24. März 2022.
6. ↑  Deutsche Telekom AG: MagentaTV Original „Oh Hell“ gewinnt den Deutschen Fernsehpreis. Abgerufen am 22. September 2022.
7. ↑  Oh Hell  bei crew united, abgerufen am 16. Oktober 2022.